# Anna Vietor
 Anna Magdalena Antoinette Vietor  (* 18. April 1860 in Bremen; † 10. Februar 1929 in Bremen) war eine deutsche Pädagogin und Frauenrechtlerin. 

## Biografie
Vietor war die Tochter des Theologen Cornelius Rudolph Vietor (1814–1897), Pastor an der Liebfrauenkirche in Bremen und von seiner Frau Adelheid Luce, die aus einer Bremer Ärztefamilie stammte. Ihr Bruder war der Kaufmann und Unternehmer Karl Vietor (1861–1934). Sie wuchs in einem sehr großen Geschwisterkreis auf. 
Sie besuchte eine private Mädchenschule in Bremen und studierte danach Pädagogik an der Kaiserswerther Diakonissenanstalt. 1879 bestand sie ihre Prüfung als Lehrerin an mittleren und höheren Mädchenschulen. Ihre ersten Unterrichtserfahrungen machte sie in Wernigerode und bei den Diakonissen in Florenz, wo ihre  christliche Gesinnung und ihre Hinwendung zur Sprache und Kunst Italiens gefördert wurde. Nach kurzem Aufenthalt in Bremen vertiefte sie ab 1886 ihre Sprachkenntnisse in Rom und erwarb 1889 die Lehrberechtigung für Italienisch in Berlin. In Bremen war sie dann Lehrerin an der höheren Mädchenschule von Helene Laweg und Sophie Petri. Schließlich legte sie 1897 die Prüfung für die Leitung höherer Mädchenschulen ab. 

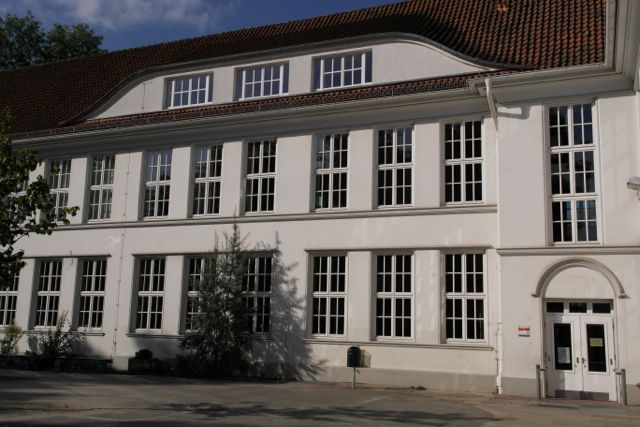
Vietorschule, heute Grundschule Carl-Schurz-Straße

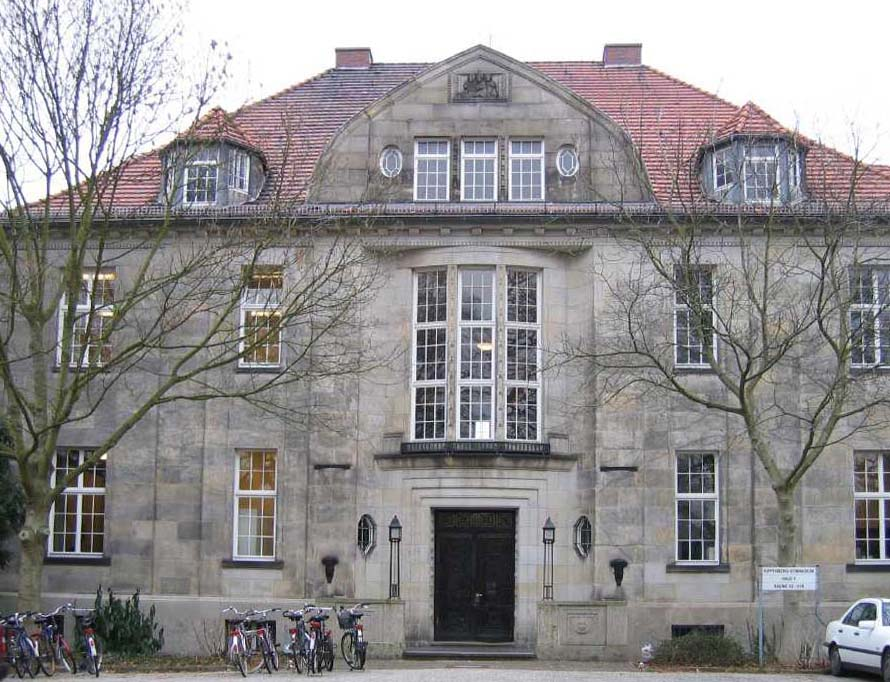
Das Vietor-Haus, ehemals Biermann-Villa, heute beim Kippenberg-Gymnasiums

1899 übernahm sie die Mädchenschule von Sophie Petri, die sich seit 1896 im ehemaligen Wohnhaus Am Dobben 123 befand und leitete diese Schule unter ihren Namen. Sie modernisierte die Stundentafel und führte Mathematik sowie ein verstärktes Angebot an naturwissenschaftlichen Fächern ein. Sie holte akademisch gebildete Lehrerinnen in ihr Kollegium, darunter die Pädagogin und Frauenrechtlerin Käthe Stricker. 1909 vergrößerte Anna Vietor ihre Schule, indem sie im ehemaligen Wohnhaus Am Dobben 109 drei weitere Klassenzimmer einrichtete. Die Schule führte seit 1912 den Namen Private Höhere Mädchenschule (Lyzeum Anna Vietor) und fand staatliche Anerkennung und immer größeren Zuspruch. An der heutigen Carl-Schurz-Straße in Bremen-Schwachhausen, ließ sie durch die Architekten August Abbehusen und Otto Blendermann ein neues Schulhaus bauen, nach ihren Vorstellungen mit großen, hellen Räumen. 1913 konnte das Gebäude eingeweiht werden. Die Schule wurde 1922 – wie auch andere private Schulen – verstaatlicht.
Die humorvolle Vietor blieb als Studienrätin bis 1925 aktiv im Schuldienst. Sie war in verschiedene Gremien tätig, unter anderem im Kirchenvorstand der Liebfrauenkirche in Bremen.

Vietor wurde auf dem Waller Friedhof beerdigt.

## Ehrungen
- Die Vietorschule trug ihren Namen noch bis in den  Zweiten Weltkrieg und wird nach 1945 (bis heute) als Grundschule an der Carl-Schurz-Straße genutzt. Die Schülerinnen der Vietorschule erhielten nach 1945 Unterricht in der Biermann-Villa in der Schwachhauser Heerstraße und seit 1953 im Schwachhauser Kippenberg-Gymnasium. Die Villa Biermann wird  seitdem  Vietor-Haus genannt.